# South West Rocks
South West Rocks – miejscowość w Australii, w stanie Nowa Południowa Walia, na wybrzeżu Mid North Coast, położona przy rzece Macleay, nad Pacyfikiem.

## Galeria

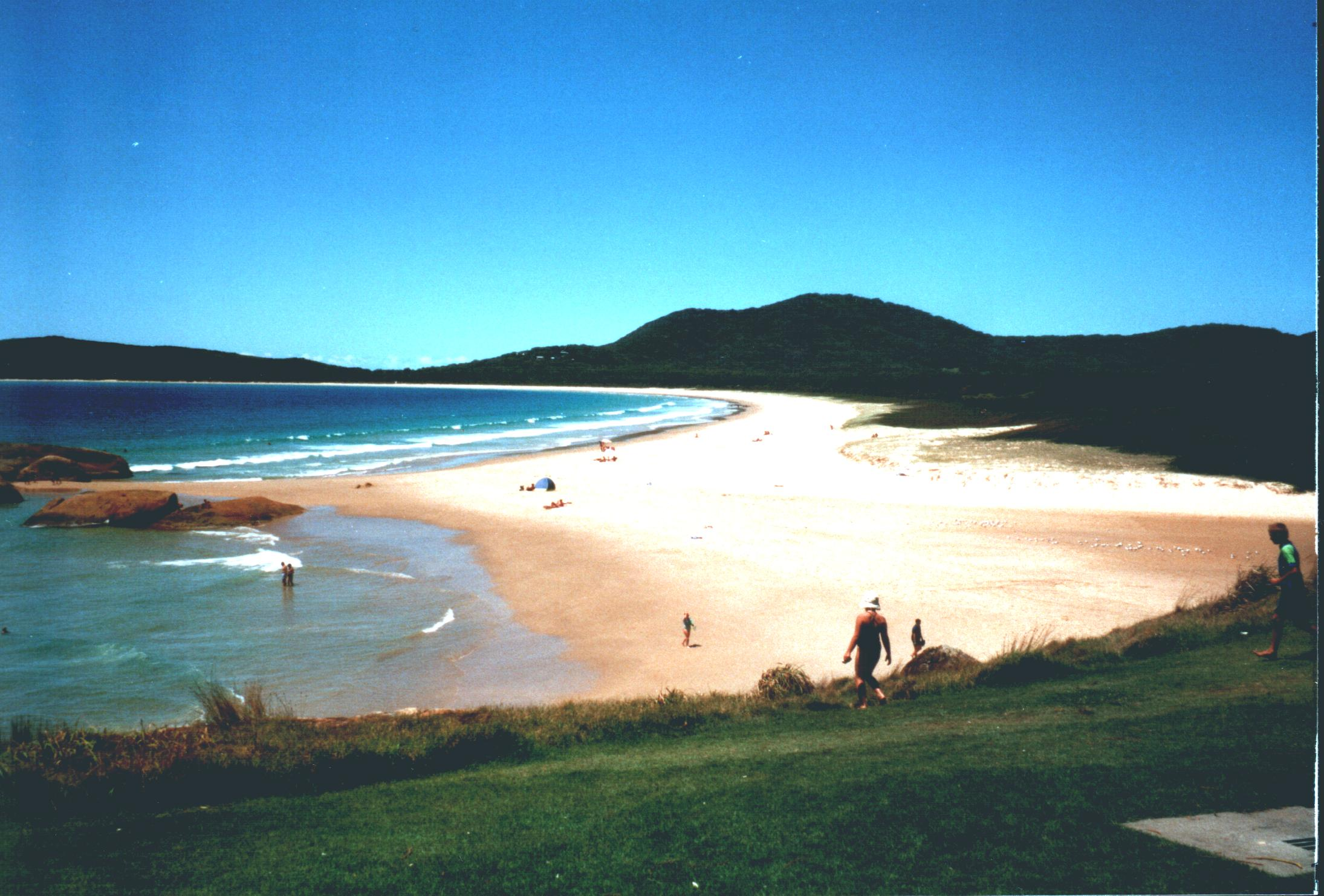
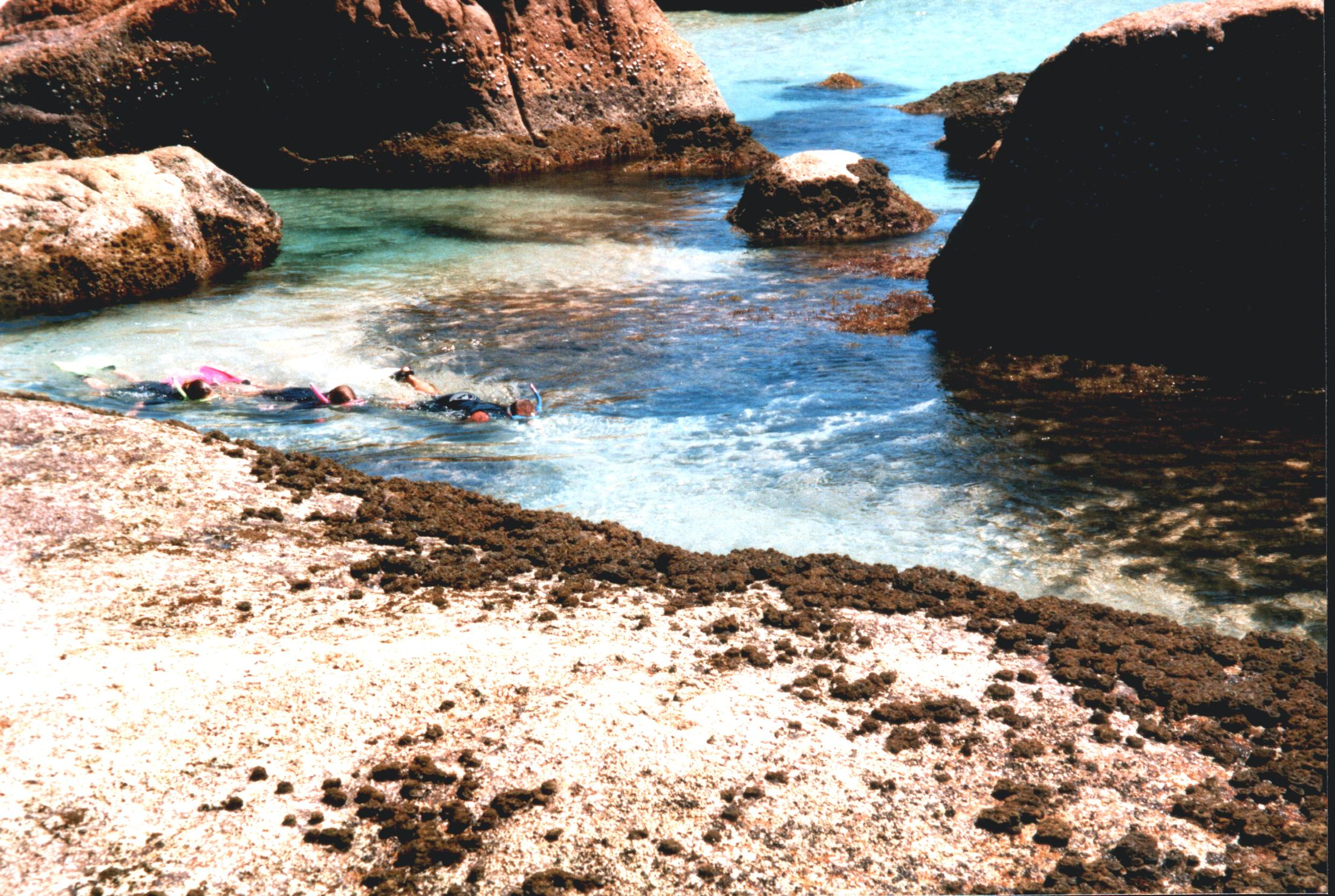
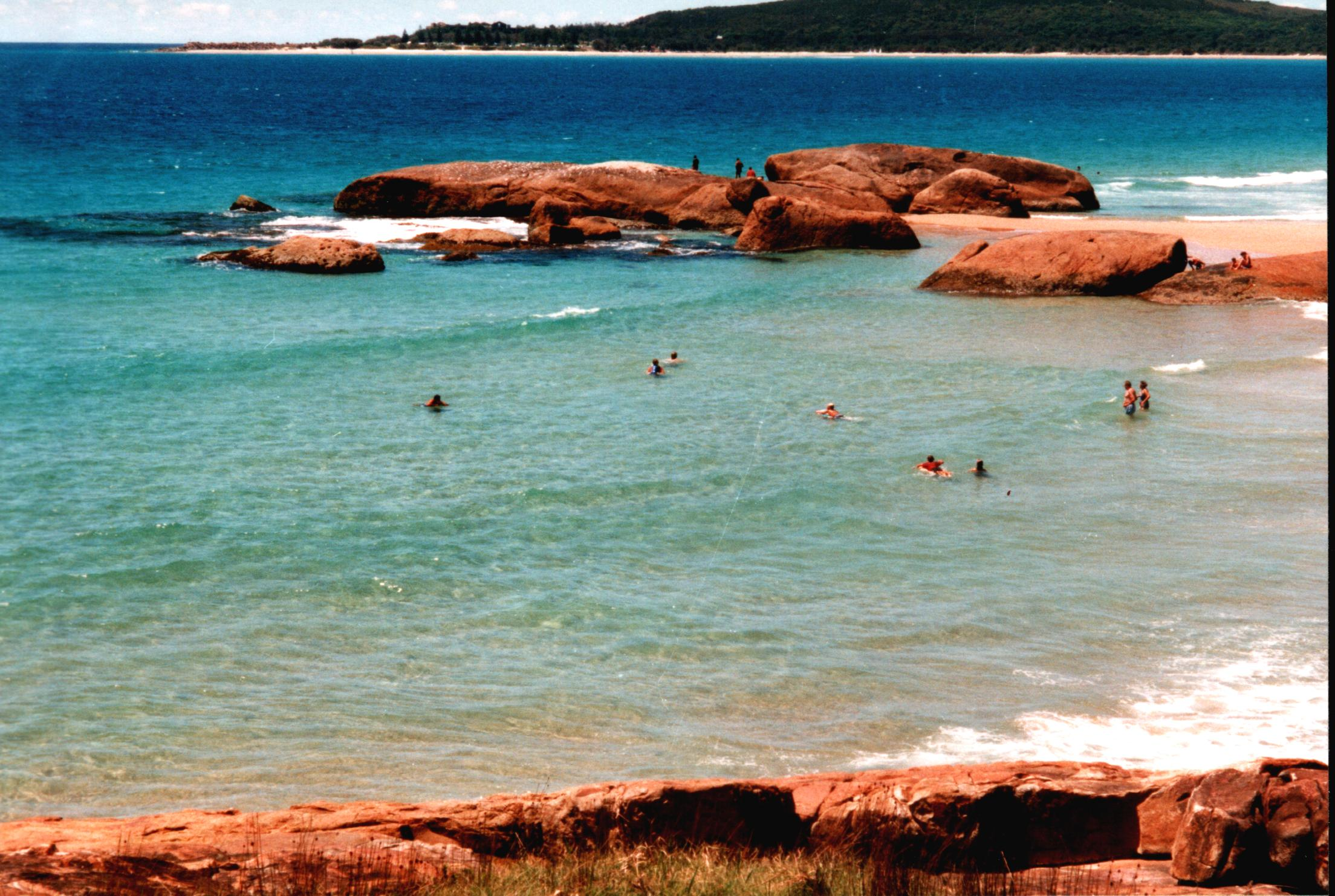